# Nannocyrtopogon j-beameri
Nannocyrtopogon j-beameri is een vliegensoort uit de familie van de roofvliegen (Asilidae). De wetenschappelijke naam van de soort is voor het eerst geldig gepubliceerd in 1957 door Wilcox and Martin.